# 데이트 강간
데이트 강간( - 強姦, 영어: date rape)은 데이트 폭력 중 데이트 성폭력에 속하는 것으로, 연인 관계이거나 호감을 가진 관계에 있는 두 사람이 데이트를 할 때, 둘 중 한 사람이 다른 한 사람을 강간하는 것을 말한다.
한편, 약물을 이용한 데이트 강간의 심각성 때문에 2012년에는 데이트 강간 약물을 감지하는 물질이 개발되기도 했다.

## 같이 보기
- 데이트 강간 약물
  - 감마 하이드록시뷰티르산
  - 버닝썬 게이트
- 데이트 폭력
- 데이팅 코치(영어판)
- 픽업 아티스트
- 연애
- 미팅
- 소개팅